# Toshio Suga
Pour les articles homonymes, voir Suga (homonymie).
Toshio Suga est un peintre à tendance cinétique, japonais du XXe siècle, né en 1910 à Kōchi.

## Biographie
Toshio Suga est diplômé de l'École des beaux-arts de Tokyo. De 1961 à 1963, il réside à New York. De retour au Japon, il vit et travaille à Ikeda.
Il participe à de nombreuses expositions d'art japonais contemporain, notamment :
en 1964, à New York au musée d'Art moderne de New York.
en 1968, à San Francisco.
en 1969, en Californie.
en 1970, IIIe Salon International des Galeries Pilotes au Musée cantonal de Lausanne, etc.
Son œuvre comporte sans doute une période préliminaire. Depuis, il pratique une peinture aux effets optiques très proches de ceux que Vasarely tient des Josef Albers et Johannes Itten dans leurs cours du Bauhaus.